# Elezioni generali in Irlanda del 1997
Le elezioni generali in Irlanda del 1997 si tennero il 17 maggio per il rinnovo del Dáil Éireann, la camera bassa dell’Oireachtas, il parlamento del paese.
Esse videro la vittoria del Fianna Fáil di Bertie Ahern, che fu confermato Taoiseach (capo del governo).

## Risultati
| Fianna Fáil                         | 703 682   | 39,33 | 77  |  |  |  |
| Fine Gael                           | 499 936   | 27,95 | 54  |  |  |  |
| Partito Laburista                   | 186 044   | 10,40 | 17  |  |  |  |
| Democratici Progressisti            | 83 765    | 4,68  | 4   |  |  |  |
| Partito Verde                       | 49 323    | 2,76  | 2   |  |  |  |
| Sinn Féin                           | 45 614    | 2,55  | 1   |  |  |  |
| Sinistra Democratica                | 44 901    | 2,51  | 4   |  |  |  |
| Democratici Cattolici               | 19 077    | 1,07  | –   |  |  |  |
| Partito Socialista                  | 12 445    | 0,70  | 1   |  |  |  |
| Partito della Solidarietà Cristiana | 8 357     | 0,47  | –   |  |  |  |
| Partito dei Lavoratori              | 7 808     | 0,44  | –   |  |  |  |
| Partito Socialista dei Lavoratori   | 2 028     | 0,11  | –   |  |  |  |
| Partito della Legge Naturale        | 1 515     | 0,08  | –   |  |  |  |
| Kerry Independent Alliance          | 1 388     | 0,08  | –   |  |  |  |
| Indipendenti                        | 123 102   | 6,88  | 6   |  |  |  |
| Totale                              | 1 788 985 | 100   | 166 |  |  |  |
|                                     |           |       |     |  |  |  |
| Voti non validi                     | 17 947    | 0,99  |     |  |  |  |
| Votanti                             | 1 806 932 | 65,92 |     |  |  |  |
| Elettori                            | 2 741 262 |       |     |  |  |  |